# Åsen
För andra betydelser, se Åsen (olika betydelser).
Åsen (älvdalska Ą̊sär, Ą̊sbynn) är en tätort (småort före 2023) i Älvdalens kommun i norra Dalarna vid Österdalälven. Åsen ligger cirka 20 km nordväst om Älvdalen tätort och cirka 5 km väster om Brunnsberg. 
Orten är historiskt känd för de häxprocesser som ägde rum där på 1660-talet. I byn talas lokalspråket älvdalska.

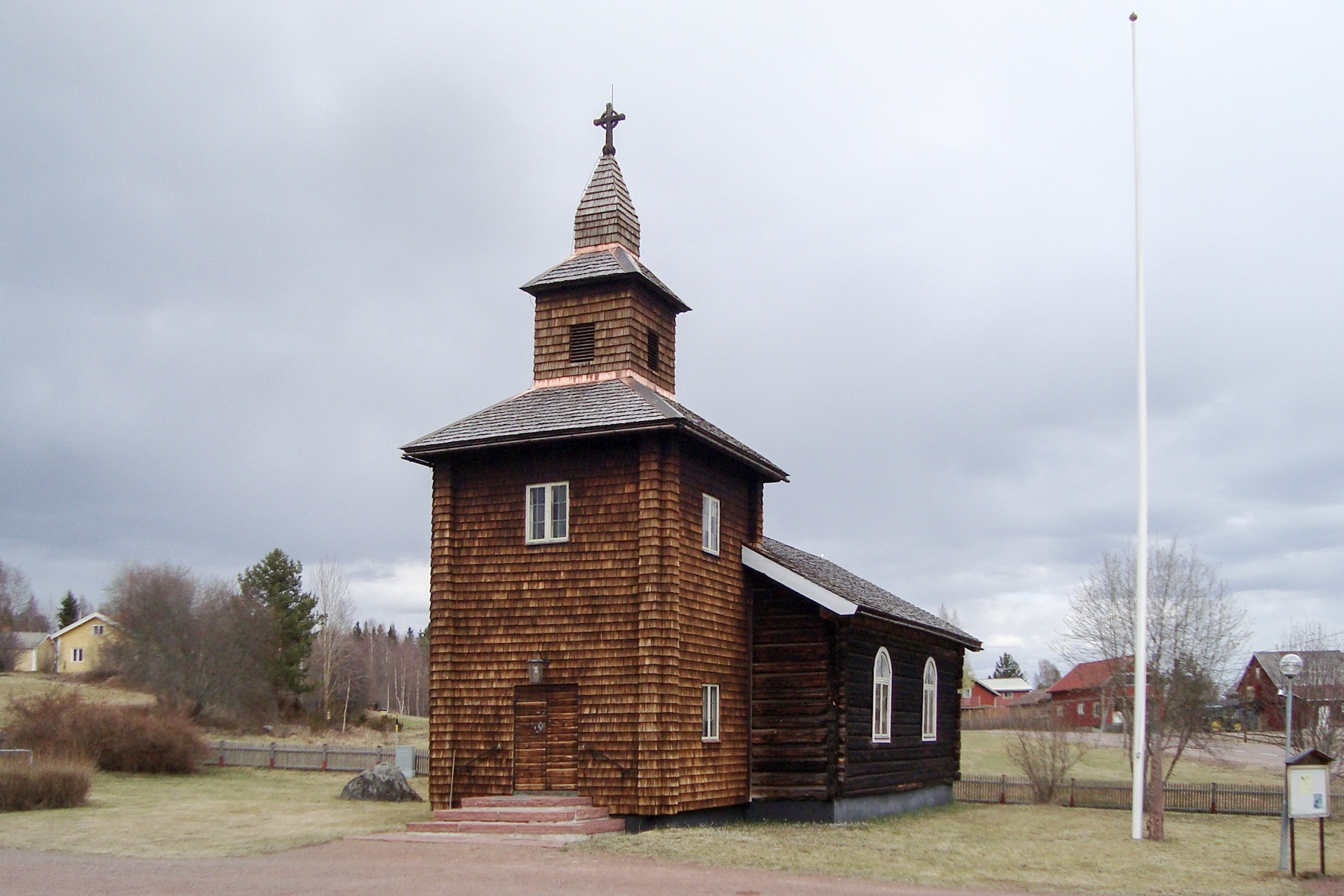
Åsens kapell

## Administrativ historik
SCB har för bebyggelsen från 1960 till 2015 avgränsat en tätort som även omfattade en del hus väster om centralområdet
2015 justerade SCB definitionen för tätorter något, varvid man fann att avstånden mellan de olika husområdena är för stort för att det västra området ingå i samma område som det centrala.  2015 avgränsades därefter SCB här en småort. 2018 hade befolkningen i området ökat och det blev återigen klassat som en tätort. Vid avgränsningen 2020 klassades den åter som småort och 2023 som en tätort.

## Befolkningsutveckling
| Befolkningsutvecklingen i Åsen 1960–2015                                      | Befolkningsutvecklingen i Åsen 1960–2015 | Befolkningsutvecklingen i Åsen 1960–2015 | Befolkningsutvecklingen i Åsen 1960–2015 | Befolkningsutvecklingen i Åsen 1960–2015 |
| ----------------------------------------------------------------------------- | ---------------------------------------- | ---------------------------------------- | ---------------------------------------- | ---------------------------------------- |
|                                                                               |                                          |                                          |                                          |                                          |
| År                                                                            |                                          |                                          | Folkmängd                                | Areal (ha)                               |
| 1960                                                                          | 1960                                     |                                          | 425                                      |                                          |
| 1965                                                                          | 1965                                     |                                          | 338                                      |                                          |
| 1970                                                                          | 1970                                     |                                          | 334                                      |                                          |
| 1975                                                                          | 1975                                     |                                          | 308                                      |                                          |
| 1980                                                                          | 1980                                     |                                          | 273                                      |                                          |
| 1990                                                                          | 1990                                     |                                          | 266                                      | 96                                       |
| 1995                                                                          | 1995                                     |                                          | 226                                      | 102                                      |
| 2000                                                                          | 2000                                     |                                          | 237                                      | 103                                      |
| 2005                                                                          | 2005                                     |                                          | 262                                      | 103                                      |
| 2010                                                                          | 2010                                     |                                          | 246                                      | 103                                      |
| 2015                                                                          | 2015                                     |                                          | 196                                      | 73#                                      |
| Anm.: Ej tätort 2015. Åter tätort 2018, småort 202, tätort 2023 # Som småort. |                                          |                                          |                                          |                                          |